# Apoyo mutuo

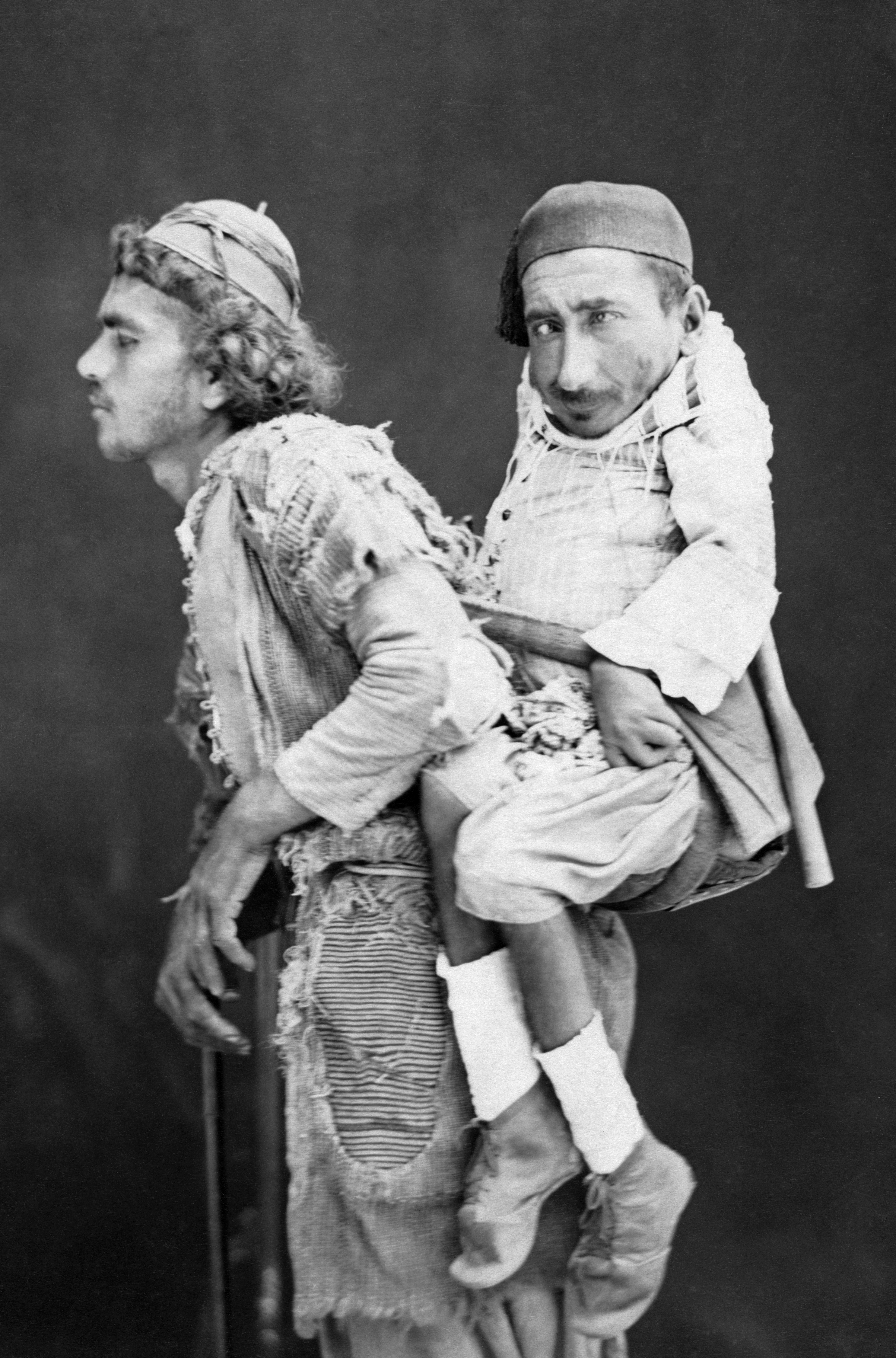
Hombre ciego carga sobre su espalda a un hombre con discapacidad física.

El apoyo mutuo o ayuda recíproca es un término que describe la cooperación, la reciprocidad, y el trabajo en equipo, y que conlleva o implica un beneficio mutuo para los individuos cooperantes. Es una expresión utilizada en la teoría de organizaciones, ecología de comunidades en el estudio de interacciones biológicas como mutualismo y simbiosis así como en el plano económico y político es uno de los principales enunciados del anarquismo. En pocas palabras es ayudarse entre sí.
Es una expresión utilizada en la teoría de organizaciones, desarrollada también por los movimientos vinculados al denominado asociacionismo, como el mutualismo, el movimiento cooperativista, y el anarquismo.

## Origen del concepto

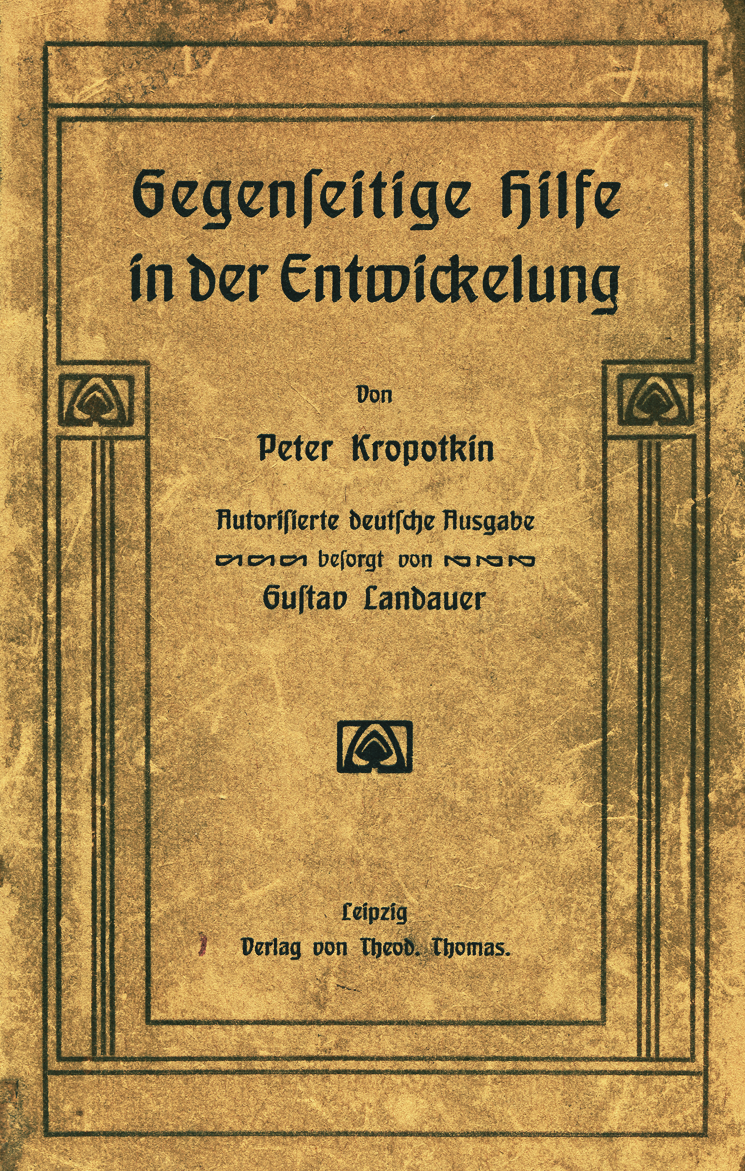
Portada de Ayuda mutua. Un factor de evolución. de Peter Kropotkin en alemán. Gustav Landauer tradujo el libro por primera vez al alemán en 1904

Como concepto fue desarrollado por el anarquista Piotr Kropotkin. En su libro Ayuda mutua: un factor en la evolución, Kropotkin exploró la utilidad de la cooperación como un mecanismo de supervivencia dentro de los animales, con el fin de neutralizar la concepción de evolución como una fiera competición por la supervivencia entre los individuos que suministró la teoría darwinista social. 

[...] Se ha creado sobre la conciencia —aunque sea instintiva— de la solidaridad humana y de la dependencia recíproca de los hombres. Se ha creado sobre el reconocimiento inconsciente o semiconsciente de la fuerza que la práctica común de dependencia estrecha de la felicidad de cada individuo de la felicidad de todos, y sobre los sentimientos de justicia o de equidad, que obligan al individuo a considerar los derechos de cada uno de los otros como iguales a sus propios derechos.
Piotr Kropotkin, Introducción a El apoyo mutuo

Postulaba que si bien los especímenes buscan ser los mejores entre los de su misma especie, a la vez su lucha por la supervivencia no es entre su propia especie sino para superar entornos hostiles, para lo cual cooperan. Sus observaciones de pueblos indígenas en Siberia le llevaron a concluir que no todas las sociedades humanas eran tan competitivas como las europeas, y que entonces aquellos no se debía a una esencia natural sino más bien a razones culturales entre otras.

## Apoyo mutuo y política
Los anarquistas argumentan que el apoyo mutuo es incompatible con la "competencia autodestructiva", e incompatible en absoluto con el Estado. Puesto que el valor de solidaridad compatible con el apoyo mutuo no es el altruismo sino la generosidad y la reciprocidad, siendo una de sus tesis políticas que el gobierno teóricamente está fundado en una idea "altruista" del bienestar general intermediado, lo que sería imposible de darse ya que las personas a cargo de este no dejan de ser personas que no podrán dejar su interés natural por su bienestar particular a un lado en pos de tal bienestar general, y el hecho de que la solidaridad "intermediada" y "colectiva" degenera los vínculos asociativos y comunitarios y termina aislando a los individuos entre sí.